# José Sabín Pérez
José Sabín Pérez va ser militar espanyol que va lluitar en la Guerra Civil Espanyola.

## Biografia
Militar procedent de milícies, es va integrar a l'Exèrcit Popular de la República.
Al febrer de 1937 va ser nomenat comandant de la 77a Brigada Mixta, unitat de nova creació que guarnia el subsector de la Ciutat Universitària de Madrid. La brigada va ser assignada poc després a la 16a Divisió. Va cessar en aquest lloc el mes d'abril. Entre març i juny de 1938 va ser comandant de la 33a Divisió, en l'inactiu front de Guadalajara. El 15 d'agost va rebre el comandament de la 37a Divisió del VII Cos d'Exèrcit, que havia estat profundament reorganitzada després de les operacions del bossa de Mèrida —en les quals va resultar molt infringida. Va deixar el comandament de la unitat al febrer de 1939.